# Janez Evangelist Zorè
Janez Evangelist Zore, slovenski teolog in cerkveni zgodovinar, * 19. december 1875, Bogneča vas, † 20. februar 1944, Ljubljana.

## Življenje in delo
Bil je sin kmečkih staršev. Oče mu je bil kmet Jožef, mati mu je bila kmetica Jožica (rojena Pungerčan). Po gimnaziji v Novem mestu (1886–1894) je v Ljubljani študiral bogoslovje (1894–1898) in bil 1898 posvečen. Po kaplanski službi na Bledu in v Trebelnem je 1900 odšel na študij teologije v Innsbruck in 1904 doktoriral, vmes se je 2 leti izpopolnjeval v Parizu, Louvainu, Londonu in Rimu. Leta 1904 se je vrnil v Ljubljano in 1905 postal generalni prefekt v novih škofovih zavodih sv. Stanislava v Šentvidu pri Ljubljani. Leta 1909 je vse leto študijsko potoval po Siriji, Palestini in Egiptu, 1910 se je vrnil v Zavod svetega Stanislava kjer je učil verouk, francoščino in italijanščino. Od 1911 je bil profesor za cerkveno zgodovino in pravo na ljubljanskem bogoslovju oziroma od 1919 na teološki fakulteti. Z Alešem in Francem Ušeničnikom je pripravil predloge za nove profesorje na tej fakulteti. Leta 1916 je zbolel za nevarno živčno boleznijo, med leti 1920/1921 in 1924/1925 se je zdravil, leta 1926 zaprosil za upokojitev in bil 1936 upokojen. Skoraj 20 let je prebil na bolniški postelji.
Zore se je poskusil tudi v književnosti. Prve pesmi je napisal že kot študent bogoslovja: 1897 je v Pomladnih glasih objavil dve pesmi, naslednje leto še dve in življenjepis S. Kostke, poljskega svetnika, ki velja za zavetnika mladine, zlasti srednješolske, po njem je bila poimenovana prva slovenska gimnazija z internatom v Šentvidu pri Ljubljani kot Zavod svetega Stanislava. Pozneje je pisal in objavljal članke, tudi svoje potopise, v raznih verskih listih.
Zore je bil pri delu natančen, ohranjeni spisi dokazujejo izredno globino in kritičnost, tudi predavanja je vestno pripravljal. Kot prefekt se je izkazal za odličnega pedagoga in vzgojitelja. V političnem pogledu je dosledno podpiral škofa A. B. Jegliča, ga večkrat zastopal pri različnih pogajanjih, in zahteval popolno pokorščino duhovnikov škofu. Bil je izredna osebnost, po značaju veder, v izrazu jasen, v nastopu odločen. Tudi v bolezni je kljub silnemu trpljenju ohranil vedrega duha.